# Lago di Peretola
Il lago di Peretola è un lago della Piana di Firenze-Prato-Pistoia situato tra l'estremità nord-occidentale del comune di Firenze e quella sud-orientale del comune di Sesto Fiorentino, all'interno dell'area aeroportuale di Firenze Peretola, a nord dell'omonima frazione.

## Descrizione
Lo specchio d'acqua è uno dei laghi e stagni che si trovano ancora nella piana tra Firenze, Prato e Pistoia e che costituiscono le parti residuali del grande lago che originariamente occupava l'intera area pianeggiante, i cui più estesi resti si trovano più a ovest nella zona di Focognano.
Gran parte del bacino lacustre si trova nel territorio comunale di Sesto Fiorentino, fatta eccezione per la sponda meridionale del lago che rientra nel territorio comunale di Firenze.
Trovandosi in prossimità dell'area aeroportuale, il lago non è facilmente visitabile. Lo specchio d'acqua risulta ben visibile dal massiccio di monte Morello che si eleva a nord.
Pare che il progetto per la nuova pista dell'aeroporto di Firenze preveda la distruzione del lago (talora definita "perdita"), con la reale perdita di un enorme potenziale faunistico-riproduttivo (talora viene chiamato anche lago dei fenicotteri), nonché della particolare flora lacustre, detto anche biodiversità. In realtà, inoltre, pare che sia prevista la compensazione della perdita del lago con la realizzazione di nuovi specchi d'acqua.